# Partia Republikańska (Francja)
Partia Republikańska (fr. Parti républicain, PR) – francuska centroprawicowa partia polityczna, działająca w latach 1977–1997. Ugrupowanie było umiarkowanie konserwatywne w polityce gospodarczej i społecznej, jednocześnie opowiadało się za pogłębioną integracją europejską i aktywnym udziałem Francji w NATO.

## Historia
W 1962 doszło do rozłamu w ramach Narodowego Centrum Niezależnych i Chłopów, co skutkowało powołaniem Niezależnych Republikanów. W 1966 na bazie tego ruchu Valéry Giscard d’Estaing powołał Narodową Federację Republikanów i Niezależnych. Na kongresie z 19 i 20 maja 1977 doszło do przekształcenia FNRI w Partię Repulikańską, stanowiącą zaplecze urzędującego prezydenta.
W 1978 republikanie współtworzyli federacyjną Unii na rzecz Demokracji Francuskiej. Stanowili w jej ramach największe ugrupowanie, spośród deputowanych wybieranych z ramienia unii do PR należało od 40 do 55% z nich. W 1997 jej nowym przewodniczącym został Alain Madelin. 24 czerwca republikanie przekształcili się w nową partię pod nazwą Demokracja Liberalna.

## Liderzy
Sekretarze generalni:
- 1977–1978: Jean-Pierre Soisson
- 1978–1982: Jacques Blanc
- 1982–1988: François Léotard

Przewodniczący:
- 1988–1990: François Léotard
- 1990–1995: Gérard Longuet
- 1995–1997: François Léotard
- 1997: Alain Madelin[2]